# Monumento coreano al marino
El monumento coreano al marino es un monumento conmemorativo que se encuentra en la Dársena Pesquera del Puerto de Santa Cruz de Tenerife junto a la Autovía de San Andrés en la ciudad de Santa Cruz de Tenerife (Islas Canarias, España).

## Historia
El monumento se encuentra en la "Plaza del Coreano", una rotonda de entrada a la dársena rodeado de un césped. El monumento fue inaugurado en junio de 1999 por el presidente de la Autoridad Portuaria de Santa Cruz de Tenerife junto con el jefe de la Sección de Extranjeros del Ministerio de Asuntos Exteriores de la República de Corea del Sur, el Cónsul General de la República de Corea del Sur y el General del Mando de Canarias.
La obra está dedicada a la memoria de los marineros coreanos fallecidos en la isla de Tenerife desempeñando sus labores en el sector pesquero.
Fue en Tenerife donde comenzó a fraguarse la base del sector pesquero en las islas, actividad económica fundamental para la República de Corea. Mediante esta labor empezaron a establecerse los actuales lazos socioeconómicos entre Canarias y Corea del Sur. Los pescadores coreanos utilizaban la instalación portuaria capitalina para abastecerse y descansar.

## Características
En la parte delantera del monumento existe una invocación en idioma coreano, mientras que en la parte trasera se encuentra el Taegeuk que aparece en la bandera de Corea del Sur, símbolo relacionado con el taoísmo coreano. 
En la actualidad el monumento coreano al marino es lugar de reunión para todos los surcoreanos residentes en Tenerife y Canarias, además siempre suele tener flores frescas. En un lateral de la plaza se encuentran las banderas de Corea del Sur, España y Canarias.